# آشفورد (کامیونیتی)، ویسکانسین
آشفورد (به انگلیسی: Ashford) یک منطقهٔ مسکونی در ایالات متحده آمریکا است که در آشفورد واقع شده‌است. آشفورد ۳۱۹٫۱۳ متر بالاتر از سطح دریا واقع شده‌است.